# Podocarpus macrocarpus
Podocarpus macrocarpus là một loài thực vật hạt trần trong họ Thông tre. Loài này được de Laub. miêu tả khoa học đầu tiên năm 1978.